# 1969 v hudbě
Na této stránce naleznete seznam událostí souvisejících s hudbou, které proběhly roku 1969.

## Události
- 7. listopadu – John Lennon & Yoko Ono vydali v Anglii své druhé album Wedding Album
- V Halifaxu (Kanada) byla založena skupina April Wine
- Na koncertu skupiny Rolling Stones v Altamontu v Kalifornii, byl ochrankou tvořenou členy gangu Hell's Angels, zabit fanoušek skupiny
- Cream se rozpadají, formována je nová superskupina Blind Faith
- David Bowie začíná svou hudební kariéru singlem Space Oddity. Skladba se stala neoficiální hymnou přistání kosmické lodi Apollo na Měsíci.
- Brian Eno začíná svou hudební kariéru jako člen skupiny Cardew's Scratch Orchestra
- Black Sabbath založení skupiny v Birminghamu
- Jim Croce začíná hudební kariéru
- Roberta Flack začíná hudební kariéru
- Mott the Hoople začínají hudební kariéru
- King Crimson začínají hudební kariéru
- Bonnie Raitt začíná hudební kariéru
- Judas Priest založení skupiny v Birminghamu
- John Denver opouští Chad Mitchell Trio a začíná sólovou kariéru
- Alice Cooper začíná hudební kariéru
- Rod Stewart opouští The Faces a začíná sólovou kariéru
- The Doobie Brothers založení skupiny
- Melanie začíná hudební kariéru
- Wishbone Ash založení skupiny
- Thin Lizzy založení skupiny v Dublinu
- Megakoncert ve Woodstocku předznamenal konec éry Hippies
- Napsán muzikál Jesus Christ Superstar

## Vzniklé skupiny
- Grand Funk Railroad

## Narození
- 05. ledna – Marilyn Manson
- 14. ledna – Dave Grohl, bubeník, kytarista a zpěvák (Nirvana, Foo Fighters)
- 05. února – Bobby Brown
- 12. března – Graham Coxon, kytarista (Blur)
- 03. srpna – Ozren Mutak, český klasický kytarista a hudební pedagog chorvatského původu
- 09. října – PJ Harvey
- 04. prosince – Jay-Z, rapper

## Zemřeli
- 04. ledna – Paul Chambers, jazzový kontrabasista
- 19. května – Coleman Hawkins, jazzový tenorsaxofonista
- 03. července – Brian Jones, kytarista The Rolling Stones
- 26. prosince – Jiří Šlitr, český hudební skladatel a zpěvák, spoluzakladatel divadla Semafor

## Alba
domácí

zahraniční
- Abbey Road – The Beatles
- And Then Play On – Fleetwood Mac
- Aoxomoxoa – Grateful Dead
- Arthur (Or the Decline and Fall of the British Empire) – The Kinks
- As I Am – The Troggs
- Ball – Iron Butterfly
- Ballad of Easy Rider – The Byrds
- The Band – The Band
- Barabajagal – Donovan
- Bless Its Pointed Little Head – Jefferson Airplane
- Blind Faith – Blind Faith
- Blood Sweat & Tears – Blood, Sweat & Tears
- Blues Obituary – The Groundhogs
- The Brothers: Isley – The Isley Brothers
- Brother Love's Traveling Salvation Show – Neil Diamond
- Caetano Veloso – Caetano Veloso
- Canta In Italiano – Dalida
- Chicago Transit Authority – Chicago (debut)
- Children of the Sun – The Sallyangie
- Clouds – Joni Mitchell
- Country Folk – Waylon Jennings
- Crosby, Stills & Nash – Crosby, Stills & Nash
- David's Album – Joan Baez
- Diana Ross Presents the Jackson 5 – Jackson 5
- Dizzy – Tommy Roe
- Doing His Thing – Ray Charles
- Donovan's Greatest Hits – Donovan
- Dr. Byrds & Mr. Hyde – The Byrds
- Easy – Marvin Gaye
- Elephant Mountain – The Youngbloods
- Ella – Ella Fitzgerald
- Empty Sky – Elton John
- English Rose' – Fleetwood Mac
- Everybody Knows This is Nowhere – Neil Young
- Family Entertainment – Family
- Four in Blue – Smokey Robinson & the Miracles
- From Elvis In Memphis – Elvis Presley
- From Genesis to Revelation – Genesis
- Galveston – The Lawrence Welk Orchestra
- Get Down to It – James Brown
- Gilberto Gil – Gilberto Gil
- Goodbye – Cream
- Grand Canyon Suite – Johnny Cash
- Grand Funk – Grand Funk Railroad
- Green River – Creedence Clearwater Revival
- Hair (West End) – Original Cast
- He Ain't Heavy, He's My Brother – The Hollies
- Hello, I'm Johnny Cash – Johnny Cash
- Hollies Sing Dylan – The Hollies
- Hollies Sing Hollies – The Hollies
- The Holy Land – Johnny Cash
- Hot Rats – Frank Zappa
- The House Of Blue Lights – Don Covay
- I Got Dem Ol' Kozmic Blues Again Mama! – Janis Joplin (solo debut)
- I'm All Yours–Baby! – Ray Charles
- Infinite Search – Miroslav Vitouš
- Instant Replay – The Monkees
- The Instrumental Sounds of Merle Haggard's Strangers – Merle Haggard & the Strangers
- In the Court of the Crimson King – King Crimson (debut)
- I Say a Little Prayer – Aretha Franklin
- It's a Mother – James Brown
- It's Our Thing – The Isley Brothers
- Jackson – Johnny Cash
- J.J. Jackson's Greatest Little Soul Band in the Land – J.J. Jackson
- Joe South's Greatest Hits Vol.1 – Joe South
- Johnny Cash – Johnny Cash
- Just to Satisfy You – Waylon Jennings
- Keep on Moving – Paul Butterfield Blues band
- Led Zeppelin – Led Zeppelin (debut)
- Led Zeppelin II – Led Zeppelin
- Let It Bleed – The Rolling Stones
- Live and Well – B.B. King
- Live/Dead – Grateful Dead
- Live at Yankee Stadium – The Isley Brothers
- Love Man – Otis Redding
- Ma Mère me disait – Dalida
- Man of Words/Man of Music – David Bowie (později vydáno jako Space Oddity)
- Moby Grape '69 – Moby Grape
- The Monkees Present – The Monkees
- Monster Movie – Can
- More Old Golden Throat – Johnny Cash
- Mott the Hoople – Mott the Hoople (debut)
- M.P.G. – Marvin Gaye
- My Brother the Wind, Vol. 1 – Sun Ra
- My Brother the Wind, Vol. 2 – Sun Ra
- My Cherie Amour – Stevie Wonder
- My Own Peculiar Way – Willie Nelson
- My Way – Frank Sinatra
- Nashville Skyline – Bob Dylan
- Neil Young – Neil Young
- New York Tendaberry – Laura Nyro
- The Nice – The Nice
- Odessa – The Bee Gees
- Offering (Ticket To Ride) – Carpenters
- Okie from Muskogee – Merle Haggard & the Strangers
- On the Threshold of a Dream – The Moody Blues
- On Time – Grand Funk Railroad
- Ornette at 12 – Ornette Coleman
- The Popcorn – James Brown
- Pretties For You – Alice Cooper
- Pride in What I Am – Merle Haggard & the Strangers
- Rehearsals for Retirement – Phil Ochs
- Rhymes and Reason – John Denver (debut)
- A Salty Dog – Procol Harum
- Same Train, Different Time – Merle Haggard & the Strangers
- At San Quentin – Johnny Cash
- Santana – Santana
- Say It Loud, I'm Black and I'm Proud – James Brown
- Scott 3 – Scott Walker
- Scott 4 – Scott Walker
- Seattle – Perry Como
- The Soft Parade – The Doors
- Soul Shakedown – Bob Marley & the Wailers (debut)
- Soundtrack from the Film More – Pink Floyd
- Stand Up – Jethro Tull
- The Stooges – The Stooges (debut)
- Sunshine of your Love – Ella Fitzgerald
- Surround Yourself with Cilla – Cilla Black
- This Is – Desmond Dekker
- Three in the Attic – Chad and Jeremy
- Three Week Hero – P.J. Proby
- Tommy – The Who
- To Our Children's Children's Children – The Moody Blues
- Touching You, Touching Me – Neil Diamond
- Trogglomania – The Troggs
- Truly Fine Citizen – Moby Grape
- Turtle Soup – The Turtles
- Ummagumma – Pink Floyd
- Unhalfbricking – Fairport Convention
- The Velvet Underground – The Velvet Underground
- Volunteers – Jefferson Airplane
- Waylon Jennings – Waylon Jennings, Country
- What We Did on Our Holidays – Fairport Convention
- Words and Music by Bob Dylan – The Hollies
- Yellow Submarine – The Beatles
- Yes – Yes (hudební skupina) (debut)
- 20/20 – The Beach Boys

## Hity
domácí
- Jó, to jsem ještě žil - Jiří Suchý

zahraniční
- „Aquarius/Let the Sunshine in “ – Fifth Dimension
- „Aquele Abraco“ – Gilberto Gil
- „Baby Make It Soon“ – The Marmalade
- „Badge “ – Cream
- „The Ballad of John and Yoko “ – The Beatles
- „Blackberry Way“ – The Move
- „But You Know I Love You“ – Kenny Rogers and The First Edition
- „The Boxer “ – Simon and Garfunkel
- „In The Ghetto “ – Elvis Presley
- „Call Me Number One“ – The Tremeloes
- „Cissy Strut“ – The Meters
- „Cloud Nine “ – The Temptations
- „Crimson and Clover “ – Tommy James & the Shondells
- „Curly“ – The Move
- „Don't Give In To Him“ – Gary Puckett & The Union Gap
- „Everyday People “ – Sly & the Family Stone
- „Get Back “ – The Beatles
- „Get Ready “ – Rare Earth
- „Get Together“ – The Youngbloods
- „Gimmie, Gimmie Good Lovin' “ – Crazy Elephant
- „Give Peace a Chance “ – John Lennon
- „Good Times Bad Times“ – Led Zeppelin
- „Hello Susie“ – Amen Corner
- „Hello World“ – The Tremeloes
- „Higher And Higher “ – Jackie Wilson
- „Honky Tonk Women “ – Rolling Stones
- „I Can Hear Music“ – The Beach Boys
- „I Can't Get Next to You “ – The Temptations
- „I Don't Know Why“ – Stevie Wonder
- „If Paradise Is Half As Nice“ – Amen Corner
- „I Heard It Through The Grapevine “ – Marvin Gaye
- „In the Ghetto “ – Elvis Presley
- „In the Year 2525 “ – Zager and Evans
- „The Israelites“ – Desmond Dekker and the Aces
- „It Miek“ – Desmond Dekker and the Aces
- „L'An 2005“ – Dalida
- „Lay Lady Lay “ – Bob Dylan
- „Le Clan des Siciliens“ – Dalida (soundtrak)
- „The Liquidator“ – Harry J.'s All Stars
- „Listen to the Band“ – The Monkees
- „Living In The Past“ – Jethro Tull
- „Love Child “ – Diana Ross & the Supremes
- „My Cherie Amour “ – Stevie Wonder
- „Pinball Wizard “ – The Who
- „Proud Mary “ – Creedence Clearwater Revival
- „Raindrops Keep Fallin' On My Head “ – B.J. Thomas
- „Ruby, Don't Take Your Love To Town “ – Kenny Rogers and The First Edition
- „Run Away Child, Running Wild “ – The Temptations
- „Someday We'll Be Together “ – Diana Ross & the Supremes
- „Something/Come Together “ – The Beatles
- „Sophisticated Cissy“ – The Meters
- „Space Cowboy“ – Steve Miller Band
- „Spirit In The Sky“ – Norman Greenbaum
- „Suite: Judy Blue Eyes“ – Crosby, Stills & Nash
- „Suspicious Minds “ – Elvis Presley
- „Sugar, Sugar “ – The Archies
- „This Girl Is A Woman Now“ – Gary Puckett & The Union Gap
- „Touch Me“ – The Doors
- „Wait A Million Years“ – The Grass Roots
- „Whole Lotta Love “ – Led Zeppelin
- „Winter World of Love“ – Engelbert Humperdinck